# Третий лишний 2
«Третий лишний 2» (англ. Ted 2) — американский фэнтезийный комедийный фильм 2015 года. Продолжение фильма «Третий лишний» (2012), фильм был снова спродюсирован и срежиссирован Сетом Макфарлейном, который написал сценарий в соавторстве с вернувшимися сценаристами Алеком Салкиным и Уэллсли Уайлдом. Фильм повествует о говорящем плюшевом медведе Теде (снова озвученном Макфарлейном), который борется за свои гражданские права, чтобы его признали личностью, а не собственностью, чтобы он мог усыновить ребёнка. Помимо Макфарлейна, Марк Уолберг, Джованни Рибизи и Джессика Барт также повторяют свои роли из первого фильма, а к актёрскому составу присоединились Аманда Сейфрид, Джон Слэттери и Морган Фримен.
Основные съёмки начались в Массачусетсе в июле 2014 года. «Третий лишний 2» был выпущен 26 июня 2015 года компанией Universal Pictures. Несмотря на то, что фильм не достиг критического и коммерческого успеха своего предшественника, он все равно стал кассовым успехом, собрав 215,9 млн долларов при бюджете в 68 млн долларов.
В январе 2024 года на Peacock начался показ приквел-сериала.

## Сюжет
Джон Беннет (Марк Уолберг) развелся с Лори Коллинз 6 месяцев назад. Тем временем его лучший друг Тед женится на своей девушке Тэми-Линн. Год спустя, после жарких споров, они решают завести ребёнка. Тед, по понятным причинам, не может иметь детей, поэтому Джон соглашается помочь Теду найти донора спермы. Они просят Сэма Дж. Джонса, но он отказывается из-за недостаточного количества сперматозоидов. Затем они безуспешно пытаются пробраться в дом Тома Брэди и украсть его сперму. В конечном итоге Джон предлагает сдать свою сперму.
Несмотря на усилия Теда и Джона, Тэми-Линн не может родить, так как стала бесплодной в результате употребления наркотиков в прошлом (хоть она и была чиста в течение длительного периода времени), и пара решает усыновить ребёнка. По мере проверки биографических данных правовой статус Теда как личности ставится под сомнение. Власти штата Массачусетс объявляют Теда собственностью, а не человеком, что означает увольнение из продуктового магазина, где тот работает. Кроме того, кредитная карта и банковские счета Теда заморожены, а его брак с Тэми-Линн аннулирован.
Джон предлагает обратиться в суд, и их дело получает Саманта Лесли Джексон, начинающий юрист, работающий на безвозмездной основе. Сначала Саманта им не нравится, особенно из-за недостатка знаний о современной культуре, но затем Джон и Тед меняют своё мнение после того, как узнают, что она также курит марихуану и не согласна с «Войной с наркотиками». Их троих объединяет любовь к марихуане.
Тем временем Донни, давний упорный преследователь и потенциальный похититель Теда, теперь работает уборщиком в штаб-квартире компании по производству игрушек Hasbro в Нью-Йорке. Он убеждает генерального директора компании нанять опытного адвоката, чтобы гарантировать, что Тед сохранит свой статус как собственность, а поэтому фирма сможет его конфисковать, чтобы создать больше живых плюшевых медведей.
Несмотря на все усилия Саманты, суд выносит решение не в пользу Теда. Обескураженные, но готовые идти на риск, трио связывается с Патриком Миганом, уважаемым адвокатом по гражданским правам, надеясь, что он возьмётся за дело и отменит решение суда. На следующий день трио встречает Мигана, который сочувствует тяжелому положению Теда, но в конечном итоге отказывается от дела, так как считает, что не внёс существенного вклада в развитие человечества из-за своего образа жизни несовершеннолетнего бездельника.
Тед, злой на несправедливость и, ревнуя к новым отношениям Саманты и Джона, уходит. Донни следует за ним на Нью-Йоркский комик-кон. Оказавшись внутри, Донни, надев костюм черепашки-ниндзя, пытается похитить Теда, который бежит и зовет Джона на помощь. Джон и Саманта прибывают в Комик-Кон и разыскивают Теда. Когда они убегают, Донни разрезает ножом кабели, держащие модель USS Enterprise, и корабль летит в сторону Теда. Джон отталкивает Теда с дороги, принимает удар на себя и теряет сознание. Тед находит Донни в группе косплееров Черепашек-ниндзя, и его арестовывают.
В больнице Саманта, Тед и Тэми-Линн радуются, когда Джон выздоравливает. Хотя сначала он сделал вид, что умер в отместку за то, что в конце первой части воскресший Тед притворился, что стал "овощем". Патрик Миган решает заняться этим делом, сказав им, что его вдохновили самоотверженность Джона и эмоциональность Теда, когда тот увидел погибшего друга. Миган добился отмены решения суда, продемонстрировав, что у Теда есть самосознание, что он может чувствовать сложные эмоции и способен сопереживать. После суда Тед вновь предлагает Тэми-Линн жениться, на что она сразу соглашается. После того, как они вступают в повторный брак, они усыновляют мальчика, которого называют Аполло Кридом, в то время как Джон и Саманта с радостью продолжают свои отношения.

## В ролях
- Марк Уолберг — Джон Беннет (дублирует Сергей Быстрицкий)
- Сет Макфарлейн — Тед Клаберленг (озвучка) (дублирует Константин Карасик)
- Аманда Сейфрид — Саманта Лесли Джексон
- Джессика Барт — Тэми-Линн МакКафетри
- Джованни Рибизи — Донни
- Ричард Шифф — Стив
- Патрик Уорбертон — Гай
- Морган Фримен — Патрик Миган (дублирует Игорь Старосельцев)
- Рэйчел Макфарлейн — ассистент Патрика Мигана
- Майкл Дорн — Рик
- Билл Смитрович — Фрэнк Стивенс
- Патрик Стюарт — рассказчик (озвучка) (дублирует Алексей Колган)
- Деннис Хэйсберт — доктор
- Лиам Нисон — покупатель хлопьев (дублирует Владимир Антоник)
- Сэм Дж. Джонс — камео
- Джон Слэттери — Шеп Уайлд
- Том Брэди — камео
- Джей Лено — камео
- Джимми Киммел — камео
- Нана Визитор
- Джон Кэрролл Линч — Том Джессуп
- Коко Браун — Джой

## Критика
Фильм получил смешанные отзывы кинокритиков. На сайте Rotten Tomatoes фильм имеет рейтинг 46 % на основе 112 рецензий со средним баллом 5,2 из 10. На сайте Metacritic фильм имеет оценку 49 из 100 на основе 35 рецензий критиков, что соответствует статусу «смешанные или средние отзывы».